# هیچیسو، گیفو
هیچیسو، گیفو (به لاتین: Hichisō, Gifu) یک منطقهٔ مسکونی در ژاپن است که در Kamo District واقع شده‌است. هیچیسو  ۴٬۳۷۹ نفر جمعیت دارد.